# Vinh Phuc
Vinh Phuc (på vietnamesiska Vĩnh Phúc) är en provins i norra Vietnam. Provinsens yta uppgår till 1 230 km² och invånarantalet är 1 005 981  (2007) 

## Administrativ indelning
Provinsen består av två stadsdistrikt samt sex landbygdsdistrikt.
Stadsdistrikt:
- Phuc Yen
- Vinh Yen

Landsbygdsdistrikt:
- Binh Xuyen
- Lap Thach
- Tam Dao
- Tam Duong
- Vinh Tuong
- Yen Lac

Distriktet Me Linh var tidigare ett av provinsens distrikt, men överfördes den 1 augusti 2008 till Hanoi.